# Valius
Valius ist ein männlicher litauischer Vorname und Familienname. Die weibliche Form ist Valė.

## Personen

### Vorname
- Valius Ąžuolas (* 1979), Politiker und Landbauer,  Mitglied des Seimas

### Familienname
- Telesforas Valius (1914–1977), litauisch-kanadischer Druckgraphiker und Hochschullehrer

## Ableitungen
- Valinskas
- Valiūnas